# Cefoxitină
Cefoxitina este un antibiotic din clasa cefalosporinelor de generația a doua, utilizat în tratamentul unor infecții bacteriene. Printre acestea se numără: infecții ale pielii, infecții de tract urinar, artrite infecțioase, pneumonie, doar în cazul tulpinilor sensibile.
Cefoxitina fost dezvoltată de către Merck & Co., Inc. din molecula de origine naturală cefamicina C în anul 1972, cu scopul de a crea un antibiotic un spectru de activitate mai larg.

## Utilizări medicale
Ca și în cazul oricărui alt antibiotic, cefotaxina are un anumit spectru determinat și există o serie de infecții în contextul cărora utilizarea acesteia a fost demonstrabil eficientă pe baza studiilor clinice de înaltă încredere și susținută printr-o argumentare științifică riguroasă și concretă a mecanismelor implicate. Cu toate acestea, în majoritatea situațiilor unde acest lucru este posibil și recomandat (în conformitate cu ghidurile de practică medicală în vigoare elaborate de autoritățile medicale competente) se va încerca izolarea agentului bacterian și testarea susceptibilității sale la terapia antibiotică. Astfel, chiar dacă o anumită infecție sau un anumit antigen bacterian este acoperit de spectrul cefotaxinei este posibili ca în practică, pe un caz specific izolat, bacteria să fi dezvoltat rezistență la acțiunea cefoxitinei (în cazul speciilor bacteriene în care o astfel de adaptare este posibilă)

### Infecții osoase și articulare
Cefoxitina poate fi utilizată în tratamentul infecților osteo-articulare cu Streptococcus aureus (chiar și cu tulpini producătoare de penicilinaze)

### Infecții ginecologice
Infecțiile ginecologice (endometrite, boala inflamatorie pelvină, etc.) care au ca agent bacterian streptococi din grupul B (Streptococcus agalactiae), Escherichia coli, Neisseria gonorrhoeae, Bacteroides (incluzând și Bacteroides fragilis), Clostridium, Peptococcus niger sau Peptostreptococcus ar putea fi tratate cu cefoxitină.
Având în vedere că spectrul cefoxitinei nu acoperă și speciile Chlamydia (frecvent implicate în infecții ginecologice) se utilizează în practică o terapie antibiotică combinată (cefoxitină și un compus activ asupra Chlamydia, cum ar fi doxaciclina) atunci când prezența acestor specii este luată în calcul.

### Infecții intra-abdominale
Infecțiile cavității abdominale (abcese, peritonite, etc.) care au ca agent bacterian Escherichia coli, specii de Klebsiella, specii de Bacteroides (acțiunea asupra speciei Bacteroides fragilis este discutabilă la ora actuală) sau Clostridium ar putea fi tratate cu cefoxitină.

### Infecții respitatorii
Infecții ale căilor respiratorii inferioare (pneumonii, abcese pulmonare) care au ca agent bacterian Staphylococcus aureus (chiar și cu tulpini producătoare de penicilinaze), Streptococcus pneumoniae sau alți streptococci (cu excepția enterococilor), Haemophilus influenzae, Escherichia coli,specii de Klebsiella sau Bacteroides ar putea fi tratate cu cefoxitină.

### Infecții ale pielii
Infecții ale structurilor cutanate cauzate de Staphylococcus aureus (chiar și cu tulpini producătoare de penicilinazes), Staphylococcus epidermidis, Streptococcus pyogenes sau alți streptococci (cu excepția enterococilor), Escherichia coli, specii de Klebsiella, Proteus mirabilis, specii de Bacteroides sau Clostridium, Peptococcus niger sau specii de Peptostreptococcus ar putea fi tratate cu cefoxitină.

### Infecții urinare
Infecțiile urinare care au ca agent bacterian Escherichia coli, specii de Klebsiella, Morganella morganii, Proteus mirabilis și Proteus vulgaris sau specii de Providencia (inclusiv Providencia rettgeri)  ar putea fi tratate cu cefoxitină.

### Utilizare în profilaxia pre-operatorie
Cefoxitina poate fi utilizată ca cefalosporină injectabilă în contextul profilaxiei complicațiilor infecțioase ale unor intervenții chirurgicale, cum ar fi:
- intervenții de histerectomie sau nașteri asistate prin operație cezariană
- intervenții pe tractul digestiv (inclusiv chirurgie colorectală)
- apencidectomie (în apendicită necomplicată)
- colecistectomie (doar pentru intervenții prin procedură clasică, deschisă, care se pretează la profilaxie antibiotică)

## Reacții adverse
Principalele efecte adverse ale cefoxetinei sunt reprezentate de :
- Efecte la locul injectării
  - Frecvente (1-10%) : durere, roșeață (eritem), flebită/tromboflebită (la adeministrare intravenoasă), indurație locală (la administrare intramusculară)
- Reacții dermatologice
  - Frecvente (1-10%) : urticarie, erupție maculo-papulară
  - Frecvența necunoscută (?%) : eritem multiform, pustuloză exantematoasă acută generalizată, sindromul DRESS, sindromul Steven-Johnson, necroliză epidermică toxică
- Reacții gastrointestinale
  - Rare (0,01-0,1%): diaree, greață
  - Frecvență necunoscută (?%): colită pseudomembranoasă (infecție cu Clostridoides difficile)
- Reacții renale
  - Rare (0,01-0,1%): injurie renală acută